# کریستوف ویکه
کریستوف ویکه (آلمانی: Kristof Wilke؛ زادهٔ ۱۷ آوریل ۱۹۸۵) قایقران روئینگ اهل آلمان است.